# پیر کرمر
پیر کرمر (فرانسوی: Pierre Kremer‎؛ زادهٔ ۴ فوریهٔ ۱۹۰۰ - درگذشته نامشخص) بازیکن فوتبال اهل لوکزامبورگ بود.
وی همچنین در تیم ملی فوتبال لوکزامبورگ بازی کرده‌است.